# ميلفيل بيكر
ميلفيل بيكر (بالإنجليزية: Melville Baker)‏ هو كاتب سيناريو أمريكي، ولد في 24 أبريل 1901 في ماساتشوستس في الولايات المتحدة، وتوفي في 10 أبريل 1958 في نيس في فرنسا بسبب نوبة قلبية.

## وصلات خارجية
- ميلفيل بيكر على موقع IMDb (الإنجليزية)
- ميلفيل بيكر على موقع قاعدة بيانات برودواي على الإنترنت (الإنجليزية)
- ميلفيل بيكر على موقع قاعدة بيانات الفيلم (الإنجليزية)